# Fraternités monastiques de Jérusalem
 (mai 2024).
Si vous disposez d'ouvrages ou d'articles de référence ou si vous connaissez des sites web de qualité traitant du thème abordé ici, merci de compléter l'article en donnant les références utiles à sa vérifiabilité et en les liant à la section « Notes et références ».
Les Fraternités monastiques de Jérusalem forment deux instituts religieux catholiques séparés d'inspiration monastique. Les frères et les sœurs, moines et moniales, vivent l'esprit de la solitude monastique au cœur des grandes villes.
Fondées en 1975 par le père Pierre-Marie Delfieux, les Fraternités ont été érigées en Instituts diocésains de vie religieuse (séparément pour les frères et pour les sœurs) en 1996 par le cardinal Lustiger, archevêque de Paris.
À partir de 2019, plusieurs livres de témoignages d'anciens membres dénonçant des abus de conscience et d'autorité conduisent les Fraternités monastiques de Jérusalem en mars 2021 à demander une visite apostolique qui débouche sur un travail de réforme à partir de mai 2022.

## Historique

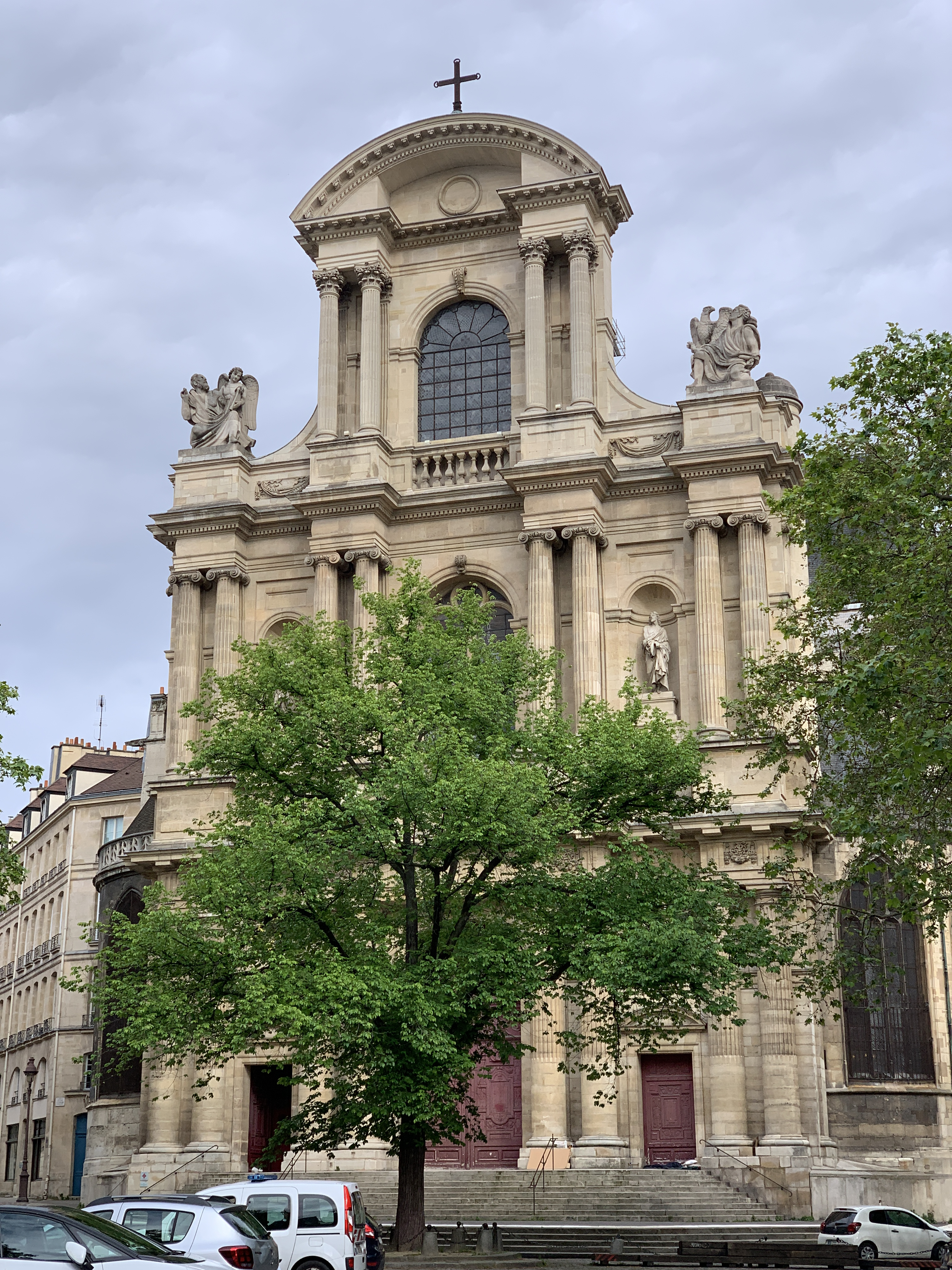
L'église Saint-Gervais, où se célèbrent les offices de la fraternité de Paris

Les Fraternités de Jérusalem sont nées dans le mouvement de renouveau qui a suivi le concile Vatican II, à l'initiative du cardinal Marty, alors archevêque de Paris, et du père Pierre-Marie Delfieux, alors aumônier d’étudiants à la Sorbonne. Elles rassemblent des moines, des moniales et des laïcs désireux de partager une même spiritualité qui les invite à vivre « au cœur des villes, au cœur de Dieu », pour y ouvrir une « oasis de prière ».
Le père Pierre-Marie Delfieux est l'auteur du Livre de Vie de Jérusalem, qui en est la règle monastique et qui se veut aussi un « tracé spirituel » adressé à tous ceux qui sont sensibles à la dimension urbaine et universelle de la vocation chrétienne.
Les Fraternités sont aujourd'hui[Quand ?] composées de trois branches, la première étant la principale :
- les deux Instituts monastiques des Frères et des Sœurs de Jérusalem, dont la vocation principale est liturgique et contemplative ;
- les Fraternités apostoliques, dont la vocation principale est évangélisatrice, nourrie par l'esprit monastique de « Jérusalem » (silence, prière, lectio divina) ;
- les Fraternités laïques, dont l'engagement est varié (catéchuménat, culture et foi, groupes de prière, accompagnement, retraites…) et qui ont en commun l'inspiration qu'ils trouvent dans le Livre de Vie de Jérusalem.

Les Fraternités monastiques retransmettaient en direct depuis l'église Saint-Gervais-Saint-Protais à Paris leurs offices religieux sur la chaîne de télévision KTO et sur internet via YouTube (du mardi au samedi : laudes du matin, office du milieu du jour, messe du samedi soir). La retransmission sur KTO a cessé fin 2020 ainsi que sur YouTube en mai 2022.

## Mode de vie et orientation religieuse
Moines et moniales sont citadins, considérant que les grandes villes sont un des phénomènes les plus marquants de l'époque contemporaine, et souvent anonymes elles semblent conduire vers le repli individuel et l'absence de Dieu.
Moines et moniales vivent en locataires des lieux qu'ils occupent, ainsi que le sont la grande majorité de leurs contemporains. Ils cherchent à éviter l'installation et l'esprit de possession.
Moines et moniales ne cohabitent pas, mais partagent des moments de prière, d'études, de rencontre et des offices religieux.
Moines et moniales sont des salariés, vivant de leur travail, considérant que le travail est le lot et la dignité de l'homme moderne. Ils choisissent cependant un travail à mi-temps pour se garder de tout esprit d'accumulation de richesses et de réussite socio-professionnelle.
Moines et moniales vivent en communion et symbiose avec l'Église locale, dans l'esprit du concile Vatican II qui est à l'origine de la fondation des Fraternités.
Moines et moniales vivent sans clôture religieuse, mais se préservent néanmoins des temps et lieux de silence, recueillement et prière.
Le choix du nom Jérusalem est expliqué dans le Livre de Vie des Fraternités monastiques de Jérusalem :

« Parce que Jérusalem est la ville donnée par Dieu aux hommes et bâtie par les hommes pour Dieu, devenant en cela la patronne de toutes les villes du monde, et que ta vocation est d’être citadin, tu es moine et moniale de Jérusalem. »

 § 161.

« Veille à garder aussi en ton cœur un vrai souci de communion avec tous les fils d’Abraham, juifs et musulmans, qui sont comme toi des adorateurs de l’unique Dieu et pour qui Jérusalem est également une Ville sainte. »

 § 174.

## Dénonciation d'abus de conscience et d'autorité et de dysfonctionnements internes

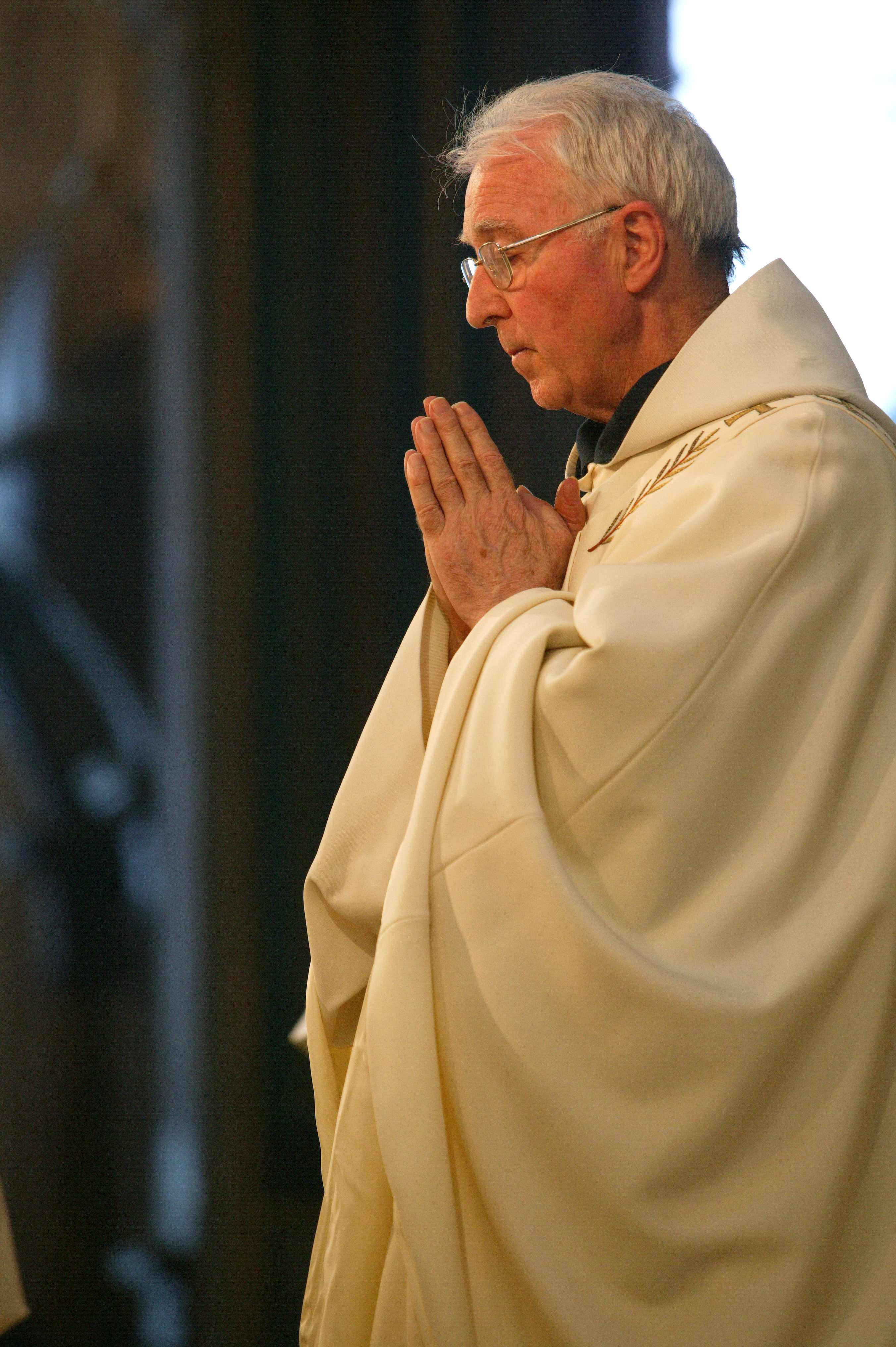
Pierre-Marie Delfieux.

En novembre 2019 paraît le livre Quand l'Église détruit écrit par une ancienne membre des Fraternités monastiques de Jérusalem (FMJ), Anne Mardon, qui met en cause le fondateur, le père Pierre-Marie Delfieux,, « pour agressions sexuelles et abus spirituels »,. En décembre 2019, les FMJ mettent en place une cellule d'écoute « à l’adresse des personnes qui auraient pu être victimes d’abus ».
En septembre 2020, paraît un nouveau livre d'Anne Mardon : Silences dans l'Église : par action et par omission. Le 3 décembre 2020 le magazine La Vie publie une enquête qui confirme l’existence de dysfonctionnements systémiques au sein de toute la famille de Jérusalem, système mis en place par le fondateur qui aurait perduré conduisant à des dérives toujours présentes.
Une visite apostolique est engagée début mars 2021 par la Congrégation pour les Instituts de Vie Consacrée et les Sociétés de Vie Apostolique. Parallèlement, une nouvelle cellule d'écoute indépendante est mise en place par l'archidiocèse de Paris, l'ancienne s'étant « avérée fragile, pas assez explicite dans ses modalités, son protocole et sa feuille de route. » et lente à traiter les dossiers : des personnes n'auraient pas obtenu de proposition de rendez-vous avant quinze mois.
En décembre 2021, les FMJ publient un extrait du bilan de la cellule d'écoute indépendante en l'assortissant d'un communiqué. Le prieur de la branche masculine se dit prêt à « réparer ce qui doit l’être par la reconnaissance de nos responsabilités communautaires et des injustices qui ont touché une partie » des anciens membres.
En janvier 2021 est publié en italien le témoignage d'Erika Martino, L'amore è più forte della morte: la mia storia di vocazione. En février 2021, il est disponible en français : L’amour est plus fort que la mort : histoire de ma vocation. Il relate les 20 ans de vie religieuse d'Erika Martino aux FMJ à l'issue desquels elle « se voit contrainte d'abandonner [cette] voie [en 2019] à cause de situations abusives vécues au sein de la communauté ».
En janvier 2022 paraît le témoignage d'Anne-Charlotte de Maistre, ancienne sœur restée neuf ans aux FMJ jusqu'en 2013 : Liturgies sous Prozac : récit d'une emprise spirituelle. Cette dernière témoigne d'« une emprise qui [a duré] huit ans et demi en communauté » et qui s'est poursuivie à sa sortie de communauté pendant six autres années. Lorsqu'elle s'avoue ne pas avoir été « libre », elle constate que sa « sortie réelle et authentique n’a eu lieu qu’à ce moment-là, c’est-à-dire six ans après [sa] sortie physique. »,
Le 23 septembre 2022, un ancien frère parti des FMJ en 2021 s'exprime sous couvert d'anonymat dans le cadre d'un article publié par La Nouvelle République du Centre-Ouest. Il évoque une période de « love bombing », à son entrée en communauté, qui a court-circuité son « autonomie de pensée ». Il mentionne des « traces d'emprise […] extrêmement profondes » laissées par son vécu chez les FMJ.
Le 27 octobre 2022 le témoignage d'une ancienne sœur de la branche apostolique (Fraternités Apostoliques de Jérusalem) paraît : Sois pieuse et tais-toi ! De l'emprise à la liberté. L'auteure, Sabine Tainturier, a passé 6 ans dans la communauté avant d'en être expulsée sans explications en 2019. Elle témoigne du « système de pensée unique », du harcèlement et de la « maltraitance quotidienne » dont elle a souffert dans la communauté,, Elle dit avoir été, à sa sortie de la communauté, confrontée à « l'inertie ecclésiale », raison qui l'a poussée à « écrire pour avertir et protéger les suivantes ». Elle affirme que ses échanges avec les assistants apostoliques sont restés « sans succès »,. Le livre analyse « la subtilité de l'abus spirituel » par « une analogie avec les règles du jeu Colin-maillard » (« aveuglement », « perte de repères », « moqueries », « harcèlement », « destruction »). Le dernier chapitre de l'ouvrage est consacré à la proposition de pistes concrètes (hébergements d'urgence, réseau de professionnels du social…) pour « accompagner » les personnes sorties de communauté à faire face aux défis qui s'ouvrent à elles (logement, reconstruction, emploi…).
Le 10 décembre 2022, le journal Le Télégramme publie l'interview d'une ancienne sœur restée 18 ans en communauté et partie en décembre 2021. Cette dernière, qui a souhaité conserver son anonymat, dénonce « une emprise sur les sœurs et les frères [des FMJ] et dont les personnalités sont complètement broyées. » Elle dit avoir vécu « sous contrôle, […] complètement infantilisée ».
Le 4 avril 2023, La Vie publie le récit d'une autre victime : sœur Samuelle. Membre des Fraternités monastiques de Jérusalem pendant près de 20 ans avant de les quitter en 2018, elle relate y avoir « été victime d’une violence psychologique subtile et délétère ». Durant ce temps, elle a également travaillé pour le Centre Aletti de 2010 à 2014, où elle indique avoir été victime d'« emprise à caractère sexuel » de la part de Marko Ivan Rupnik.
Fin juin 2024, les Fraternités monastiques de Jérusalem reconnaissent publiquement la véracité des témoignages d'abus spirituels et sexuels envers Pierre-Marie Delfieux.

## Après la visite apostolique de 2021
Le 5 mai 2022, les prieurs des deux branches (féminines et masculines) annoncent que les deux visiteurs apostoliques, le dominicain Bruno Cadoré et la sœur auxiliatrice Emmanuelle Maupomé, ont été nommés assistants par la Congrégation pour les Instituts de la Vie Consacrée pour « accompagner un processus de discernement et de réforme »,.
Le 22 juin 2022, la prieure générale des sœurs des FMJ, sœur Rosalba Bulzaga, publie une « lettre ouverte aux sœurs d’hier et d’aujourd’hui »dans laquelle elle reconnaît qu'au sein de la communauté « [les] manières d’accompagner les vocations et les personnes, [les] manières d’avancer, [le] rythme de vie, le manque d’écoute ressenti, [la] façon de gouverner ont pu générer un sentiment de souffrance et d’injustice chez un certain nombre de sœurs, fragiliser, blesser d’autres, parfois de manière profonde. » Elle attribue « certaines de ces « manières-là » » pour partie « à l’inexpérience des commencements », mais se dit consciente d'« une responsabilité collective ». Interrogés par le quotidien La Croix, d'anciens membres constitués en comité expriment « la consternation mêlée de colère » que cette lettre a suscité. L'un d'eux pointe « un déni de la réalité face à des souffrances bien réelles », dénonce le fait que la communauté « semble profiter du silence des anciens, trop brisés pour parler, afin de donner en public son propre narratif qui réécrit l’histoire ». Un autre « espère que les assistants apostoliques feront « une place pour les victimes » dans la réflexion sur l’avenir de la communauté. ». Ce comité d'anciens membres exprime son attente « d’actes concrets, non de paroles » et son souhait que les responsables des FMJ ayant pu « couvrir ou participer » à la commission d’abus soient suspendus. Il réclame que les noviciats soient fermés « pour protéger les jeunes entrants » tant qu'un « cadre sécurisant » n'est pas mis en place.
Le 28 février 2023, les FMJ rendent publics dans une lettre d'information des extraits du rapport de la visite apostolique engagée en mars 2021, adressé en mai 2022 à la communauté par Bruno Cadoré et Emmanuelle Maupomé. Ces derniers s'y disent « inquiets devant le grand nombre de sœurs et de frères rencontrés qui ne vont pas bien : fatigue, épisodes de dépression ou de burn-out, sentiment amer d’avoir été trop peu écoutés et respectés comme personnes, voire malmenés ». Ils expriment leur « sentiment qu’à certains moments, le succès de [la] fondation passait avant le bien des personnes » D’autres manquements graves sont signalés quant à la gouvernance des FMJ, la vie communautaire et leur charisme décrit comme « un mille-feuille qui peine à trouver sa propre cohérence, son propre point d’équilibre ». Dans leur lettre d'information de mars 2023, les FMJ annoncent la constitution de neuf groupes de travail, rassemblant une soixantaine de frères et sœurs, consacrés à la figure du fondateur, la gouvernance, la vie communautaire, la formation des membres, la liturgie et les questions économiques, en vue d'une réforme de la communauté. De leur côté, certains anciens membres se montrent critiques vis-à-vis des réformes envisagées. L'un d'eux estime qu'il « est trop facile d’avancer une responsabilité collective en s’abritant derrière le fondateur,[et qu'] il y a des responsabilités individuelles qui doivent être établies et sanctionnées. ». Ils dénoncent également le fait que les noviciats restent ouverts malgré « l’absence à ce stade de solides parcours de formation » pour les nouveaux entrants et déplorent « la présence à des postes à responsabilités de frères et sœurs ayant participé à une culture de non-respect de la conscience et des droits fondamentaux des membres ». Ils constatent la décrédibilisation « des anciens membres se disant victimes d’abus spirituels » Une sœur des FMJ assure au contraire que « les moyens sont vraiment pris, à l’aide d’experts interdisciplinaires, afin de dresser une typologie des dysfonctionnements, d’en repérer les racines, pour en comprendre les dégâts sur les personnes » dans le processus de réforme.
Dans un courrier des lecteurs publié le 30 mars 2023 par le journal La Croix, la mère d'un ancien membre des FMJ réagit à l'article du 22 mars de ce même quotidien. Elle présente la lettre d'information des FMJ dont rend compte La Croix comme un « exercice de séduction ». Au sujet des groupes de travail annoncés en vue d'une réforme, elle exprime ses doutes quant à « une classification et [à une] qualification [des] dysfonctionnements » avec des « experts » dont les noms ne seraient pas communiqués. Selon elle, « le nom des abus n’est jamais évoqué, les responsables de ces abus vivent en toute impunité et […] participent même à ces groupes de réflexion. » Elle s'interroge sur les bénéfices de l’enquête apostolique et de la cellule d’écoute.
Le 30 juin 2023, dans le cadre du processus de réforme, les instituts féminins et masculins des FMJ annoncent la fermeture de leurs noviciats pendant deux ans.

## Implantations

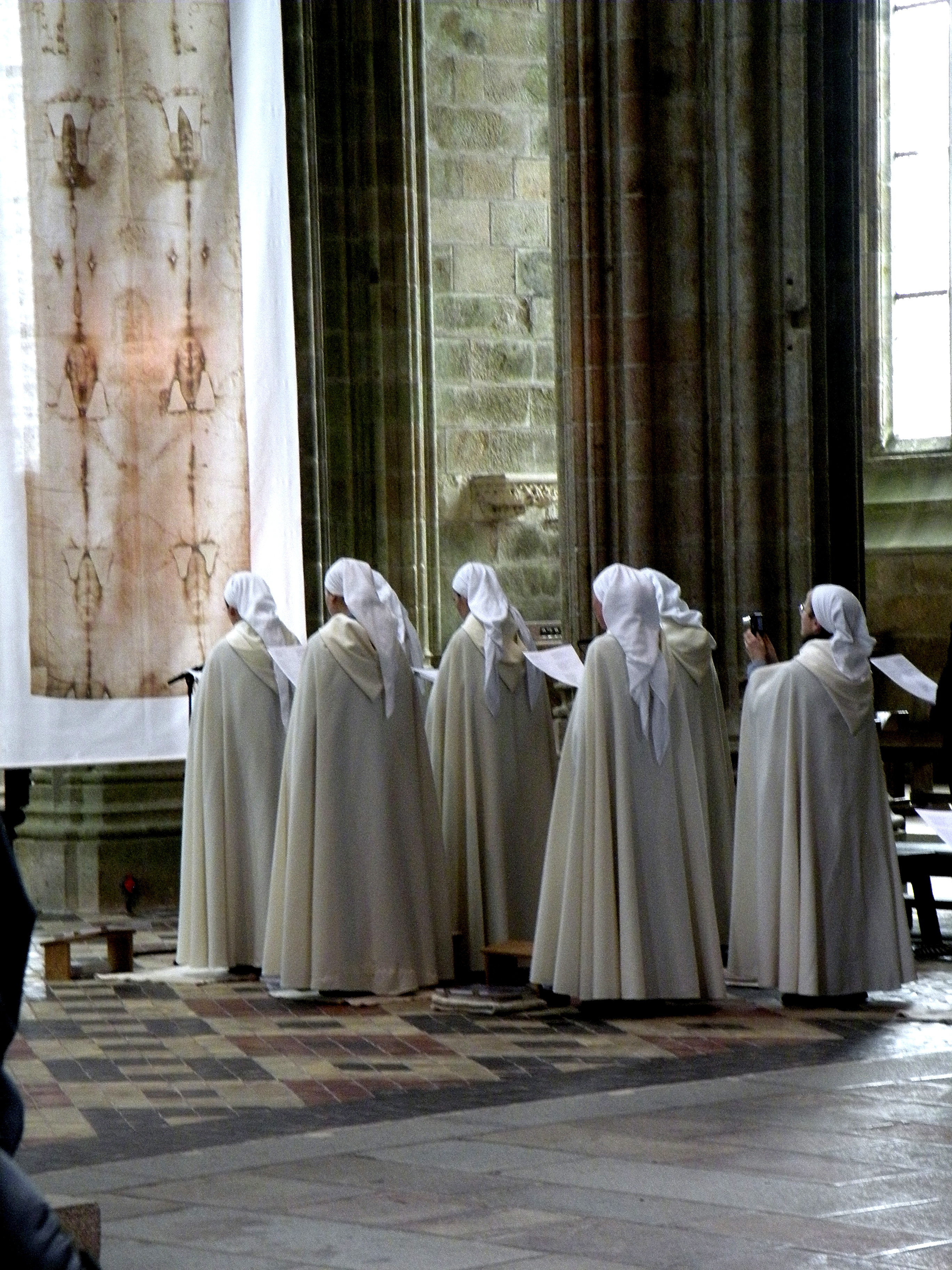
Moniales des Fraternités monastiques de Jérusalem à l'abbaye du Mont Saint-Michel.

Au total en 2013, les Fraternités monastiques comptaient 52 frères engagés et une dizaine de postulants et novices, ainsi que 104 sœurs engagées et une quinzaine de postulantes et novices.
Ces communautés, catholiques, existent en :
- Allemagne : Cologne, Église Saint-Martin de Cologne (2009)
- Belgique : Bruxelles, église Saint-Gilles (2001-2017). Les Fraternités quittent Bruxelles en juillet 2017, à cause d'un regroupement de paroisses[32].
- Canada : Montréal, sanctuaire du Saint-Sacrement (2004) ; Mont-Saint-Hilaire, Maison de Prière (2016)
- France :
  - Paris, église Saint-Gervais-Saint-Protais (1975)
  - Vézelay, basilique Sainte-Marie-Madeleine (1993)
  - Strasbourg, église Saint-Jean (1995)
  - Le Mont-Saint-Michel (2001)
  - La Ferté-Imbault, Maison d'accueil « Magdala » (1985)
  - Tarbes, cathédrale Notre-Dame-de-la-Sède (2013)
  - Saint-Chély-d'Aubrac, Notre-Dame-des-Pauvres d'Aubrac
- Italie :
  - Florence, la Badia Fiorentina (1998)
  - Pistoia, église San Bartolomeo in Pantano
  - Marradi, ermitage de Saint-Barnabé de Gamogna (1998)
  - Rome, La Trinité-des-Monts (2006-2016), San Sebastiano al Palatino (2016)
- Pologne : Varsovie, église Notre-Dame-de-Jérusalem (2010)

Par ailleurs, Benoît Rivière, évêque d'Autun, Chalon-sur-Saône et Mâcon est l'unique prélat, à ce jour, issu de cette communauté.

## Publications
- Revue Sources Vives
- Pierre-Marie Delfieux, Jérusalem, livre de vie, Éditions du Cerf (réimpr. 2014) (1re éd. 2000), 173 p. (ISBN 978-2204102001)
- Pierre-Marie Delfieux, Moine au cœur de la ville, Bayard, 2003, 320 p. (ISBN 978-2-227-47208-2)